# Callipallene africana
Callipallene africana is een zeespin uit de familie Callipallenidae. De soort behoort tot het geslacht Callipallene. Callipallene africana werd in 1988 voor het eerst wetenschappelijk beschreven door Arnaud & Child. 